# Сурмачевский, Андрей Владимирович
Андрей Владимирович Сурмачевский (род. 22 июня 1996 года) — российский волейболист, мастер спорта, доигровщик клуба «Зенит» (Казань).

## Достижения
Клубные
- Чемпион России (2022/23, 2023/24).
- Серебряный призёр чемпионатов России (2018/19, 2019/20).
- Бронзовый призёр чемпионата России (2021/22).
- Обладатель Суперкубка России (2018, 2020, 2023).
- Обладатель Кубка России (2018, 2019, 2021, 2022, 2023).
- Финалист Лиги чемпионов (2018/19).
- Бронзовый призёр клубного чемпионата мира (2019).
- Лучший подающий игрок «Финала четырех» Кубка России (2019)

Сборные
- Чемпион Европы среди молодёжных команд (2014)